# Джордан (Монтана)
Джордан (англ. Jordan) — город и административный центр округа  Гарфилд  в штате Монтана США. Население по переписи 2020 года составляло 356 человек. Это единственное инкорпорированное сообщество округа Гарфилд.

## История
Джордан был основан в 1896 году. Основатель, Артур Джордан, охотился в этой местности и решил поселиться со своей семьей в 1896 году на берегах ручья Биг-Драй.
Почтовое отделение было открыто в Джордане 11 июля 1899 года. После этого вокруг почтового отделения начал строиться город. Там были салуны, меблированные комнаты, конюшни, кузницы и магазины. В конце 1910-х годов бум гомстедов достиг округа Гарфилд, который тогда был частью округа Доусон на востоке. К 1919 году граждане достигли консенсуса о формировании собственного округа, таким образом основав округ Гарфилд. Джордан был окончательно выбран административным центром округа путем всенародного голосования. Великая Северная железная дорога предложила маршрут, начинающийся от Льюистауна, на восток через Уиннетт и Джордан, и соединяющийся с их линией в Ричи. Прокладка была завершена между Льюистауном и Уиннеттом, но рельсы не были проложены. Джордан получил статус города в 1951 году.

## Демография

### Перепись 2010 года
По данным переписи 2010 года, в городе жили 343 человека, были 170 домохозяйств и 93 семьи. Плотность населения составляла 1008,8 жителей на квадратную милю (389,5/км²). Было 206 единиц жилья со средней плотностью 605,9 на квадратную милю (233,9/км²). Расовый состав города был следующим: 98,8% белых, 0,6% коренных американцев, 0,3% представителей других рас и 0,3% представителей двух или более рас. Испаноязычные или латиноамериканцы любой расы составляли 0,9% населения.

### Перепись 2000 года
По данным переписи 2000 года, в городе жили 364 человека, были 169 домохозяйств и 98 семей. Плотность населения составляла 1024,9 жителей на квадратную милю (395,7/км²). Было 233 единицы жилья со средней плотностью 656,0 на квадратную милю (253,3/км²). Расовый состав города был следующим: 98,63% белых, 0,27% афроамериканцев, 0,27% жителей островов Тихого океана и 0,82% представителей двух или более рас. Испаноязычные или латиноамериканцы любой расы составляли 1,37% населения.